# チャド・リビア紛争
チャド・リビア紛争（チャド・リビアふんそう）とは、1978年から1987年にかけてチャドで行われた一連の軍事作戦で、リビア軍とチャド連合軍が、フランスの支援を受けたチャド人グループと戦い、時には他の外国や勢力が関与することもあった。リビアによるチャド内政への関与は、チャド内戦が1968年にチャド北部に拡大したことに端を発しており、1978年の本紛争以前、もとよりムアンマル・アル＝カダフィが1969年リビア革命で権力を掌握する以前より行われていた。リビアによるこの紛争への介入は、1978年、1979年、1980年から1981年、1983年から1987年の4次にも亘ったことに特色があり、カダフィはこの4次のいずれにおいてもチャド内戦参加勢力の多くから支持されていた。一方、フランスは1978年、1983年、1986年にチャド政府支援のために軍事介入しており、反リビア勢力もフランスの支援を受けていた。
リビア側の戦闘の役割分担は1978年当初より、リビアが機甲部隊・砲兵部隊及び航空支援を担当し、親リビア派チャド勢力の歩兵部隊が偵察と戦闘の大部分を担うというものであった。このリビア側の役割分担は、リビアによるチャド北部占領に対して、かつてないほどの団結を見せたチャド軍によって、紛争末期の1986年には大きく変容、すなわちリビア側の熟練歩兵は消耗することとなった。また時を合わせて、アメリカ、ザイール、フランス供給の対戦車・対空ミサイルをふんだんに装備する遊撃軍と対峙することとなり、火力面でのリビア側の優位性は失われることとなった。その後、トヨタ戦争が起こり、リビア軍はチャドから潰走・撤退し、紛争は終結した。
カダフィは当初、「チャド最北端・アオゾウ地帯のチャド帰属は、植民地時代の未批准の条約よるもので、本来はリビアの一部である」と主張し、同地の併合を企てていた。歴史学者マリオ・アゼベド（英: Mario Azevedo）の考察によると、その後の1972年当時のカダフィの目論見は、リビアの「急所」に彼自身が唱える「ジャマーヒリーヤ」を模したイスラム共和制の従属国家を打ち立て、緊密な関係を維持し、アオゾウ地帯の支配権を確保すること、この地域からフランスを追放すること、そしてチャドを中部アフリカにおける影響力を拡大させる拠点とすることであった。

## 背景

### アオゾウ地帯の占領
リビアのチャドへの干渉は、チャド民族解放戦線（FROLINAT）が、キリスト教徒のフランソワ・トンバルバイ大統領に対するゲリラ戦を、北方のボルク・エネディ・ティベスティ県（BET県）に展開していたチャド内戦さなかの1968年に始まったとされる。リビア国王イドリース1世は、チャド＝リビア国境を挟んだ双方地域の長期間の強い結びつきにより、チャド民族解放戦線（FROLINAT）を支援せざるを得ないと考えていた。一方で、かつてチャドを植民地とし独立後もチャドを庇護するフランスとの関係を維持する為、イドリース1世のチャド民族解放戦線（FROLINAT）支援は、リビア領内での保護と、武器以外の物資の提供に限定された。
1969年9月1日のリビア革命にて国王イドリース1世は廃位となり、ムアンマル・アル＝カダフィが実権を掌握すると、この状況は一変した。カダフィは、1935年にイタリア・フランス（当時のリビアとチャドの宗主国）間で署名されながらも未批准となった条約を引き合いに出し、チャド北部のアオゾウ地帯に対する主権を主張した。このような主張は、1954年にイドリース1世がアオゾウ地帯に侵攻（そしてフランス植民地軍により撃退された）した際にも行われていた。

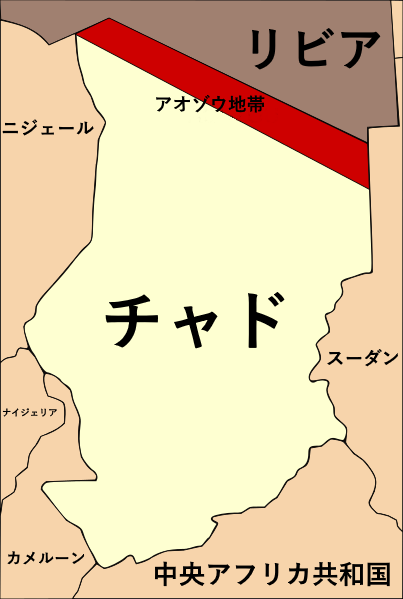
赤く塗られたところがアオゾウ地帯。

カダフィは当初、チャド民族解放戦線（FROLINAT）を警戒していたが、1970年までには「自身の役に立ちそうだ」と見るようになった。東側諸国、とりわけ東ドイツの支援の下、カダフィはチャド民族解放戦線（FROLINAT）に訓練を施し、武器と資金を与え武装させた。1971年8月27日、チャドのフランソワ・トンバルバイ大統領に対するクーデターが発生（失敗に終わる）、チャドは、クーデターを支援したとして、エジプトおよびリビアとの外交関係を断ち切った。加えて、リビアの反体制派勢力に対しチャドに拠点を置くように申し入れ、また「歴史的正当性」を理由にリビア領土となっているフェザーンの領有を主張し始めた。一方、カダフィは、9月17日にチャド民族解放戦線（FROLINAT）をチャドにおける唯一の正当な政府として正式に承認し、これに応酬した。10月には、チャド外相のババ・ハッサンは国連において、リビアの「領土拡張主義的な考え」を激しく非難した。
リビアに対するフランスの圧力とニジェールの大統領アマニ・ディオリの仲介により、1972年4月17日に両国は外交関係を回復した。その直後、トンバルバイはイスラエルと外交関係を断絶。また、11月28日にはアオゾウ地帯のリビアへの割譲について密約を交わしたと言われている。引き換えにカダフィは、チャドに4000万ポンドの提供を約束し、1972年12月に両国は友好条約を締結した。カダフィはチャド民族解放戦線（FROLINAT）への公式支援を撤回し、その指導者アバ・シディックに申しつけ、本部をトリポリからアルジェに移転させた。1974年3月にはカダフィがチャドの首都ンジャメナを訪れ、また、同月にはチャドへの投資資金提供のための合同銀行が設立され、数年間は良好な関係が続いた。
1972年の条約締結から6カ月後、リビア軍はアオゾウ地帯に進駐。また、アオゾウ地帯のすぐ北側に、地対空ミサイルで守られた空軍基地を設置した。アオゾウ地帯を管轄する民政局がクフラに設置され、数千人におよぶアオゾウ地帯の住民にリビアの市民権が与えられた。以降、リビアの地図ではアオゾウ地帯をリビアの一部として表記するようになった。
リビアがアオゾウ地帯を手に入れた条件の詳細は一部不明のままであり、議論が続いている。トンバルバイ・カダフィ間の密約は、1988年にリビア大統領が「トンバルバイはリビアの主張を承認している」とされる書簡の写しを提示したことにより、初めて明るみに出た。これに対し、例えばベルナール・ランネといった学者達は、「正式な合意は、いかなる類のものも存在しない」、「トンバイルはこの占領に言及しない方が好都合と考えていた」と論じている。アオゾウ地帯問題が1993年に国際司法裁判所（ICJ）に提起された際には、リビアは密約の原本を提示することが出来なかった。

### 反政府活動の拡大
1975年4月13日に発生したクーデターにて、トンバルバイ大統領は死亡し、フェリックス・マルーム将軍が政治の実権を握った為、リビア・チャド間の友好的な関係は長続きしなかった。クーデターの背景には、トンバルバイ大統領のリビアに対する宥和政策への反発もあったことから、カダフィはこれを自身の影響力に対する脅威と考え、チャド民族解放戦線（FROLINAT）への供給を再開することにした。1976年4月にはカダフィ支援によるマルーム暗殺未遂が発生、また同年、リビア軍はチャド民族解放戦線（FROLINAT）とともにチャド中心部に向けて侵攻を開始した。
チャド民族解放戦線（FROLINAT）より分裂した最強派閥・北部軍軍事司令評議会（CCFAN）にとって、リビアの積極的な活動は懸念になり始めた。1976年10月、リビアからの支援問題で分裂、一部の者が離反し、反リビアのイッセン・ハブレが率いる北部軍（FAN）を結成した。一方、カダフィとの同盟を受け入れる多数派はグクーニ・ウェディの指揮下にあった。この多数派はほどなくして人民軍（FAP）と改称した。
その当時、カダフィからの支援は道義的に問題のない物資が中心で、武器類の供給はごく限定的であった。1977年2月になると、リビアはグクーニ率いる人民軍（FAP）にAK-47アサルトライフル数百丁、RPG (兵器)数十丁、81mmおよび82mmの迫撃砲、無反動砲を供給し、状況は変わり始めた。同年6月、これらの武器で武装した人民軍（FAP）は、ティベスティ（Tibesti）地方のバルダイ、ズアール、ボルク（Borkou）地方のウニアンガ・ケビルにあるチャド政府軍（FAT）の拠点を攻撃した。6月22日以来包囲されていたバルダイは7月4日に陥落、またチャド政府軍（FAT）はズアールからも撤退し、グクーニはティベスティ地方を完全に掌握した。チャド政府軍（FAT）は兵士300人を失い、多量の軍事物資が人民軍（FAP）側に渡った。一方、ウニアンガ・ケビルは6月20日に攻撃を受けるが、当地在留のフランス軍事顧問団により救われた。
リビアがチャドへの関与をより深めるための拠点としてアオゾウ地帯を利用していることが明らかになってきたため、マルームは、リビアによるアオゾウ地帯の占領問題について国際連合およびアフリカ統一機構に提起することにした。また、マルームは新たな同盟を結ぶ必要があると判断し、1977年9月、ハブレと正式な同盟関係締結を交渉し、「ハルツーム合意」に双方合意した。この合意は1978年1月22日に行われた基本綱領の署名までは秘匿され、その後、1978年8月29日にはハブレを首相とする国民統一政府（National Union Government）が発足した。マルームとハブレによるこの合意は、「カダフィが支配する過激なチャド」を危惧するスーダンとサウジアラビアが積極的に後押しした。両国とも、ハブレを敬虔なイスラム教徒、反植民地主義者と見ており、カダフィの計画を阻む唯一の好機と考えた。

## 紛争の経過

### リビア関与の拡大

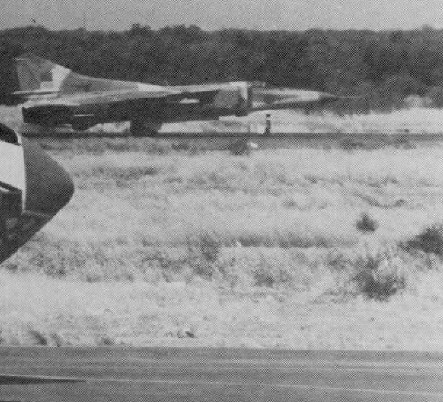
1980年代中頃、ファヤ・ラルジョー基地を滑走するMiG-23 M's

カダフィは「マルーム・ハブレ合意はチャドにおける自身の影響力に対して深刻な脅威である」と認識し、チャドに対するリビアの関与度合いを高めることとなった。リビア地上部隊の積極的な参加を得ると、グクーニ率いる人民軍（FAP）は、1978年1月29日に初めて、政府軍のチャド北部最後の前哨基地ファヤ・ラルジョー、ファダ、ウニアンガ・ケビルに対し「イブラヒム・アバチャ攻撃（the Ibrahim Abatcha offensive）」を仕掛けた。攻撃は成功し、グクーニおよびリビア軍はボルク・エネディ・ティベスティ県（BET県）の支配権を手に入れた。
リビア軍・人民軍（FAP）連合とチャド政府軍との間の決定的な衝突は、BET県の県都ファヤ・ラルジョーで発生した。守備側のチャド政府軍5,000人と、人民軍（FAP）軍2,500人+リビア軍支援約4,000人とで激しい戦闘が行われたのち、1978年2月18日、ファヤ・ラルジョーは陥落した。リビア軍は戦闘に直接携わらず、機甲部隊・砲兵部隊及び航空支援を担当し、この役割分担はこれ以降繰り返されることとなった。また、人民軍（FAP）の武装も、9K32ストレラ-2地対空ミサイルを誇示するなど、以前と比べ格段に強化されていた。
人民軍（FAP）は1977年から1978年にかけて約2,500人を捕虜とし、その結果、チャド政府軍は少なくとも20%の兵員を失った。特に「国家・遊牧民警備隊（英語: National and Nomadic Guard）（GNN)」は、ファダ、ファヤ・ラルジョーの陥落で壊滅的な損害を被った。グクーニはこの勝利により、チャド民族解放戦線（FROLINAT）内での地位を高めることとなった。1978年3月にファヤ・ラルジョーにおいて、主要な反体制勢力を集めた会議がリビア主催で開催され、各派閥がチャド民族解放戦線（FROLINAT）として再結集、その事務局長にグクーニが指名された。
人民軍（FAP）・リビア軍の攻勢に対し、マルームは、1978年2月6日にリビアとの外交関係を断絶、リビアの関与に関して国際連合安全保障理事会に提起というかたちで応じた。リビアによるアオゾウ地帯の占領問題に関しても再度提起を行ったが、ファヤ・ラルジョー陥落後の1978年2月19日、停戦受け入れと提起撤回を余儀なくされた。一方、リビア側は、兵器の重要な供給元であったフランスからの圧力により、チャドへの進軍を停止させた。
1978年2月24日、ニジェール大統領セイニ・クンチェ、スーダン副大統領アブ・アルガシム・モハメド・イブラハム（Abu al-Gasim Mohamed Ibrahim）を仲介者とする国際和平会議がリビアのセブハで開かれ、チャドとリビアは外交関係を回復した。フランス、スーダン、ザイールからの強い圧力を受けて、1978年3月27日、マルームは、「チャド民族解放戦線（FROLINAT）の承認」「新たな停戦の合意」を旨とするベンガジ合意への署名を余儀なくされた。この合意では、合意事項を履行するためのリビア・ニジェール合同軍事委員会の創設が求められており、この委員会を通じて、リビアのチャド領内への介入は合法化されることとなった。また、合意事項にはリビアにとって重要な条件「チャド駐留フランス軍の完全撤収」も含まれていた。初めから履行が覚束ないこの合意は、カダフィにとっては、「子分」であるグクーニの立場を強固にするための戦略以上の何物でもなかった。また、この合意におけるマルームの譲歩を「指導者としての力量が足りない証である」と見たチャド南部の人々の間では、マルームの威信は大きく低下した。
1978年4月15日、停戦合意からほどなくして、リビアの駐留軍800人をファヤ・ラルジョーに残したまま、グクーニは同地を離れた。リビアの機甲部隊と航空戦力を後ろ盾に、グクーニ率いる反政府軍は、小規模なチャド政府軍（FAT）駐屯地を制圧し、ンジャメナへ向かった。
グクーニの進軍に対し、新たにチャドに投入されたフランス軍が立ちはだかった。グクーニ側からの最初の攻勢の後の1977年には既に、マルームはフランス軍のチャド再派兵を要請していたが、フランス大統領ヴァレリー・ジスカール・デスタンは、1978年フランス議会総選挙を控える中、再派兵には当初は消極的であった。また、フランスは、利益を生むリビアとの通商及び外交関係を損なうことを恐れていた。しかしながら、チャド情勢の急速な悪化をうけて、1978年2月20日にデスタン大統領は「オペレーション・タコー（フランス語: Opération Tacaud）」を決定、4月までにチャドへ2500人を派兵し首都ンジャメナの防衛を行うこととなった。
ンジャメナ北東430 kmのアティが決戦の場となった。1978年5月19日、アティ駐屯の政府軍1,500人に対し、火砲や現代兵器を装備したチャド民族解放戦線（FROLINAT）が攻撃を仕掛けた。機甲部隊にサポートされたチャド機動部隊、さらにはフランス外人部隊、フランス第3海兵歩兵連隊が支援に到着し、アティ駐屯の政府軍は救い出された。2日にわたる戦闘でチャド民族解放戦線（FROLINAT）は甚大な被害を出して撃退され、また1978年6月のジェッダでの戦闘においても政府軍側が勝利した。チャド民族解放戦線（FROLINAT）は兵士2,000人を失い敗北、持ち込んでいた「最先端の装備品」を残したまま北へ逃走した。一連の戦闘で決定的だったのは、リビア空軍のパイロットが戦闘を拒否したため、フランス側が完全な制空権を確保できたことであった。

### リビアの苦境
首都ンジャメナに対する攻撃が失敗したわずか数か月後、チャド民族解放戦線（FROLINAT）では内部対立の激化により所属各勢力の結束は打ち砕かれ、チャドにおけるリビアの影響力はひどく弱体化した。1978年8月27日夜、火山軍の指導者アーマット・アシルは、リビア軍の支援のもとファヤ・ラルジョーを攻撃した。これは明らかにカダフィの「チャド民族解放戦線（FROLINAT）の指導者をグクーニからアシルへとすげ替える」という試みであった。この試みは裏目に出ることになり、グクーニは、チャドにいるリビア軍事顧問を全て追放することで応じ、フランスとの和解を探り始めることとなった。
カダフィとグクーニの衝突には、民族的要因と政治的要因の二つの要因があった。チャド民族解放戦線（FROLINAT）は、アシルのようなアラブ人と、グクーニやハブレといったトゥブ族に分かれていた。また、人種・民族の違いは、カダフィやその思想「緑の書」に対する姿勢の相違にも表れていた。特に、グクーニおよびその配下は、「『緑の書』をチャド民族解放戦線（FROLINAT）の公式政策に」というカダフィの要請に対し消極的であり、時間をかけたうえで、チャド民族解放戦線（FROLINAT）の活動が完全に再統合されるまでは、この問題を先延ばししようとしていた。再統合がなされ、カダフィが「緑の書」採用を再び要請すると、チャド民族解放戦線（FROLINAT）の革命評議会（the Revolution's Council）では意見の相違が明らかになった。すなわち、多くの者は、「チャド民族解放戦線（FROLINAT）が発足し、イブラヒム ・アバチャが初代事務総長に就任した1966年当時の活動方針」に従うと明言する一方、アシルほかの一部の者は、カダフィの考えを完全に受け入れるという状況であった。
首都ンジャメナでは、ハブレ首相の北部軍（FAN）とマルーム大統領のチャド政府軍（FAT）の2つの軍隊が同時に存在し、国家の崩壊と北部指導者の台頭をもたらすことになるンジャメナの戦い (1979年)の舞台が整っていた。1979年2月12日、小規模な偶発的事件が北部軍（FAN）とチャド政府軍（FAT）の激しい戦闘に発展、2月19日にはグクーニ配下の人民軍（FAP）が北部軍（FAN）側としてンジャメナ入りすると、戦闘はさらに激化することとなった。最初の国際和平会議が開催された3月16日までで、死者は推定2千-5千人、避難民は推定6万 - 7万人に上った。消耗が激しいチャド政府軍（FAT）は、首都を対立する勢力の手に委ね、ワデル・アブデルカデル・カモゲの指導のもと、チャド南部にて再編成を行うこととなった。この戦いの間、フランス駐留軍は積極的な関与を行わず傍観していたが、チャド空軍に空爆中止を要請するなど、状況によっては、ハブレ側を助けることすらあった。
1979年3月、国際和平会議がナイジェリアのカノで開催され、マルーム、ハブレ、グクーニのほか、チャドと国境を接する各国が参加した。3月16日に全ての出席者がカノ協定に署名、マルーム大統領は辞任し、グクーニが議長を務める国家評議会が大統領職に取って代わることになった。これは、ナイジェリアとフランスが、グクーニとハブレに対し、権力を共有するように圧力をかけた結果であり、 特にフランスは、「グクーニとカダフィとの関係を完全に断ち切らせる」ための戦略の一つと考えていた。数週間後、同じ枠組みの各勢力は、暫定国民連合政府（GUNT）を結成、「リビアをチャドから追い出したい」という共通の思いのもと、かなりの程度までまとまっていた。
リビアは、カノ協定に署名したにもかかわらず、火山軍の指導者たちが暫定国民連合政府（GUNT）に参画できず、アオゾウ地帯についてのリビアの主張が認められていないことに激怒していた。1979年4月13日以降、チャド北部ではリビアによる小規模な軍事活動がいくつか発生し、またチャド南部では分離独立運動への支援が行われていた。一方で、リビアが大きく動くのは、「より包括的な新たな統一政府の構築を」との近隣諸国からの最終的な要請が6月25日に回答期限を迎えてからであった。6月26日、リビア軍2,500人がチャドに侵攻、ファヤ・ラルジョーに向かった。チャド政府はフランスに救援を要請。リビア軍は、はじめはグクーニ配下の民兵によって窮地に立たされ、その後、フランスの偵察機・爆撃機によって撤退を余儀なくされた。同月、暫定国民連合政府（GUNT）より締め出された各勢力は、対抗政府組織「暫定共同行動戦線（the Front for Joint Provisional Action、FACP）」を創設した。
リビアとの戦い、ナイジェリアによる経済的ボイコット、国際的な圧力がかかる状況下、1979年8月、新たな国際和平会議がナイジェリア・ラゴスで開催され、チャドで活動する政治勢力11グループのすべてが参加した。8月21日、新たな協定「ラゴス協定」が署名・締結され、全ての政治勢力が参加する新しい暫定国民連合政府（GUNT）が結成されることとなった。またフランス軍はチャドから引き揚げ、アフリカ諸国による平和維持軍が派遣されることとなった。新しい暫定国民連合政府（GUNT）は1979年11月に発足し、グクーニ大統領、カモゲ副大統領、ハブレ国防相、アシル外相が就任した。反リビアのハブレはいるものの、新しい暫定国民連合政府（GUNT）の構成メンバーには、カダフィを満足させるのに十分な親リビア人材が揃っていた。

### リビアの介入
暫定国民連合政府（GUNT）発足当初より、ハブレは政府内の他のメンバーを見下して接しており、政府内で孤立していた。チャドにおけるリビアの影響力に対するハブレの敵愾心は、彼自身の野心や冷酷さと一体化しており、周囲からは「ハレブは最も高い役職でないと決して満足しないだろう」と見られていた。遅かれ早かれ、ハブレと親リビア勢力との間で、さらに言えば、ハブレとグクーニの間で、武力衝突が発生すると考えられていた。
首都ンジャメナにおいて、ハブレ率いる北部軍（FAN）と親リビア勢力による衝突が発生し、次第に深刻なものとなった。1980年3月22日、前年の衝突と同じように、小規模な偶発的事件が第2次ンジャメナの戦いに発展した。ハブレ率いる北部軍（FAN）とグクーニ率いる人民軍（FAP）が市内にそれぞれ1,000 - 1,500人の兵士を投入したこの戦いにより、10日間で、死者数千人、首都人口の約半分が避難する事態となった。フランス軍の大半は5月4日にチャドを離れていたが、残っていた少数のフランス軍部隊は、ザイールの平和維持軍と同じく、中立を宣言した。
北部軍（FAN）は経済的・軍事的支援をスーダン・エジプトから得ており、一方、グクーニ率いる人民軍（FAP）は、この戦いの開始直後にはチャド南部でカモゲ指導のもと再編されたFAT軍（元チャド政府軍）とアシルが設立した革命民主評議会（CDR）から軍事支援を、またリビアから火砲の提供を受けていた。6月6日、北部軍（FAN）はファヤ・ラルジョーの支配権を掌握。これに危機感を抱いたグクーニは、6月15日、リビアとの友好条約に署名した。この条約は、チャドにおける自由な活動をリビアに認め、また、チャドにおけるリビアの駐留を合法化するものであり、条約冒頭の条項で、一方に対する脅威は他方に対する脅威であるとし、両国間の相互防衛を約定するものであった。
10月になると、ハリファ・ハフタルおよびアフマド・オウンが率いるリビア軍はアオゾウ地帯に空輸され、グクーニ配下の軍隊と協同してファヤ・ラルジョーを再占領した。ファヤ・ラルジョーはその後、首都ンジャメナと対峙するために南へ向かう戦車、火砲類、装甲車の集結地点として利用された。
12月6日に始まった首都への攻撃は、ソ連製T-54、T-55戦車を先頭に、報道によるとソビエト連邦・東ドイツの顧問が取り仕切り、12月16日には首都が陥落するに至った。リビア軍は、正規部隊、民兵組織パン・アフリカ・イスラム軍団合わせて7,000 - 9,000人の兵士、60両の戦車、加えて装甲車群が、リビア南部のリビア・チャド国境から1,100 kmに及ぶ砂漠を横断、輸送した（一部は空輸、戦車運搬車による輸送や自走を含む）。なお、リビア・チャド国境自体が、地中海沿岸のリビアの主要基地から1,000 - 1,100 kmの距離があった。リビア・サハラなどの専門家でBBCアラビア語サービス主任政治評論家・アナリストであったジョン・ライトは、「このリビアの介入は、その優れた兵站能力を実証して見せ、カダフィに初の軍事的勝利と十分な政治的成果をもたらした」と述べている。
亡命を余儀なくされ、また配下の軍もスーダン・ダルフール地方の辺境地域に幽閉される状況となったが、ハブレは、チャドの実権を掌握したグクーニ及びリビアへの反抗心を保持していた。12月31日、セネガルのダカールにおいてハブレは「ゲリラとして、暫定国民連合政府（GUNT）との戦いを再開する」と発表した。

### リビアの撤退
1981年1月6日、リビアのトリポリで、カダフィとグクーニにより「リビアとチャドが『二国間の完全な統一の達成を目指して努力する』と決定した」との共同声明が発せられた。合併計画はアフリカにおいて強い拒絶反応を引き起こした。またフランスは直ちに強い非難を表明し、1月11日には友好的なアフリカ諸国に防衛拠点の増強を申し出、1月15日にはフランス地中海艦隊は警戒態勢に入った。リビアは「石油を禁輸する」、一方、フランスは「リビアが国境を接する他国を攻撃した場合、フランスはそれに反応する」と、互いに恫喝で応じた。また、トリポリでグクーニと共にいた暫定国民連合政府（GUNT）の閣僚も、アシルを除いて全員、この共同声明に反対であった。
グクーニがこの共同声明の内容を受け入れた背景は、カダフィからの脅し、激しい圧力、カダフィが約束した財政支援、といった要因が混在していた、とほぼ一致して考えられている。グクーニのトリポリ訪問の直前、グクーニは2人の指揮官を事前協議のためリビアに派遣していた。グクーニはトリポリ訪問時にカダフィから、その2人は「リビアの反体制派」に暗殺されたと聞かされ、また、リビアの支持や自身の権力を失いたくなければ、合併計画を受け入れるべきだと諭された。
共同声明に対する強い逆風により、「union」とは両国民の「連合」のことであり両国家の「合併」の意ではないと、カダフィとグクーニは共同宣言を矮小化を行うこととなった。しかし、ダメージを抑えることはできず、グクーニの愛国主義者・立派な政治家・指導者としての信望はひどく低下することとなった。
国際的な圧力の高まりに対して、グクーニは「チャド政府の要請に基づいて、リビア軍はチャドに駐留している。国際的な仲裁役は、チャドにおける合法政府が為した決定を受け入れるべきだ」と述べた。1981年5月開催の会議においては、グクーニはやや軟化し「リビアの撤退は優先事項ではないが、アフリカ統一機構（OAU）の決定は受け入れる」と表明した。エジプトとスーダンが支援し、アメリカ中央情報局がエジプトを通じて資金提供を行っている、ハブレ率いる北部軍（FAN）に対処する必要から、グクーニはその当時、リビアの軍事支援を放棄することが出来なかった。
グクーニとカダフィの関係は悪化し始めた。リビア軍はチャド北部及び中央部の各地に駐留し、兵士数は1981年の1 - 2月までに約14,000人に達した。駐留リビア軍は、アシル勢力と他勢力との紛争（4月下旬のグクーニ率いる人民軍（FAP）との衝突を含む）においてアシル勢力を支援し、暫定国民連合政府（GUNT）に著しい迷惑を掛けることとなった。チャド住民をリビア化する試みもあり、「リビアにとっての『統合』とは、アラブ化と、リビアの政治文化（特に「緑の書」）の押し付けを意味する」と多くの者が結論付けた。
1981年10月にカダフィ配下の民兵組織・イスラム軍団とグクーニ配下軍との戦闘が行われ、アシルが暫定国民連合政府（GUNT）の指導者になるためにクーデターを計画しているとの噂が立つなかで、10月29日、グクーニは、首都はじめチャド領土からのリビア軍の完全かつ明確な撤退を12月31日を実施期限として要請した。リビア軍撤退後は、アフリカ統一機構（OAU）のインター・アフリカ軍（IAF）が派遣される予定であった。カダフィはこれを受け入れ、11月16日までに全てのリビア軍はチャドを離れ、アオゾウ地帯へ移動・再配置するとことなった。
リビアの迅速な撤退は多くの者を驚かせた。その理由の一つは、カダフィが「1982年のアフリカ統一機構（OAU）年次総会のホスト国、議長国になりたい」と考えていたことであった。もう一つの理由は、チャドにおけるリビアの困難な状況、つまりは、チャド駐留に対してチャド国民及び国際的なある程度の容認が無ければ、アメリカが支援するエジプト・スーダンとの戦争の原因となる明確な危険性があり、その危険を冒すことは困難であったことである。カダフィは、チャドに関して設定した目標を諦めたわけではなかったが、グクーニが信頼できない人物であると明確になったので、グクーニに替わるチャドの新しい指導者を見つけなければならなかった。

### ハブレによる首都奪還
最初にチャドに着任したインター・アフリカ軍（IAF）部隊は、ザイールの空挺部隊であった。その後、ナイジェリア軍、セネガル軍と続き、着任人員は3,275人になった。この平和維持軍の配備が完了する前には既に、ハブレはリビアの撤退をうまく利用しており、主要都市アベシェを1981年11月19日に陥落させるなど、チャド東部に大規模に侵攻していた。続いて1982年1月初旬には、首都へと続く最後の主要都市アティからわずか160 kmしかないウム・ハジェルを陥落させた。暫定国民連合政府（GUNT）は、当座、対ハブレで唯一の信頼できる軍隊であるインター・アフリカ軍（IAF）に守られており、ハブレ率いる北部軍（FAN）はアティ奪取を阻止されることとなった。
ハブレの攻勢を受けて、アフリカ統一機構（OAU）は暫定国民連合政府（GUNT）に対しハブレとの和解協議を開く様に要請、これに対しグクーニは憤慨し要請を拒否した。後にグクーニはこう述べることになった。

「アフリカ統一機構（OAU）は我々をずっと欺いていた。我々の安全はリビア軍により完全に保証されていた。アフリカ統一機構（OAU）は、リビア軍を追い出す様、我々に圧力をかけた。リビア軍が去ってしまった今、アフリカ統一機構（OAU）は我々を見捨て、イッセン・ハブレとの交渉による解決を強いている。」

1982年5月、北部軍（FAN）は最後となる攻撃を開始、アティとモンゴにいた平和維持軍は北部軍（FAN）の進軍を遮ることはしなかった。グクーニは、インター・アフリカ軍（IAF）がハブレと戦うことを拒否したことに益々怒り、リビアとの関係修復を試みる為、5月23日にトリポリに出向いた。しかしながら、カダフィは、前年の酷い目に遭わされた経験から、この内戦におけるリビアの中立を宣言した。
暫定国民連合政府（GUNT）軍は、首都の北80 kmにあるマサゲにおいて最後の抵抗を行い、激しい戦闘を繰り広げるが、6月5日には北部軍（FAN）に敗北するに至った。二日後、ハブレは無抵抗で首都ンジャメナ入りし、チャドの事実上の国家指導者となった。一方、グクーニは国を捨て、カメルーンに保護を求めた。
首都占領ののち、ハブレは残った他の地域も支配下に置き、チャドにおける権力を一本化した。わずか6週間で、ハブレはチャド南部を攻略し、カモゲ率いる民兵組織となっていたFAT軍（元チャド政府軍）を滅ぼした。カモゲはリビアの援助を期待していたが、実現しなかった。ティベスティ地方を除くチャド全土は、ハブレの支配下となった。

### 暫定国民連合政府（GUNT）の攻撃
ンジャメナ陥落の数か月前にはカダフィはチャドからほぼ手を引いていたので、ハブレは、対話に応じそうなアシルと合意することを通じてでも、リビアの了解を得たいと考えていた。しかし、アシルは1982年7月19日に死去、跡を継いだアシェイク・イブン・ウマルが指導者となった革命民主評議会（CDR）は、ハブレの国内統一の熱意、それに伴う革命民主評議会（CDR）支配地域への侵略、に反発し敵対することとなった。
こういった状況下、リビアの支援を受けて、グクーニは暫定国民連合政府（GUNT）を再結集・再編成し、1982年10月、ティベスティ地方のバルダイにおいて国民平和政府（National Peace Government）を創設、ラゴス協定の諸条項に合致した正当な政府であると主張した。
差し迫る戦闘に備え、グクーニはいくつかの民兵組織から3000-4000人に上る兵士を集め、それは後に、チャド南部人ネグ・ジョゴ指揮下の国民解放軍（Armée Nationale de Libération、ANL）に統合された。
カダフィがグクーニを全面的に支援する前に、ハブレはティベスティ地方において暫定国民連合政府（GUNT）軍を攻撃したが、1982年12月、1983年1月の2回の攻撃とも撃退された。その後、チャド北部で激しい戦闘が数か月続く一方、3月にはトリポリ・ンジャメナ相互訪問をはじめ、話し合いが持たれたが、交渉は失敗に終わった。3月17日、ハブレはこの紛争を国際連合に提起、リビアによるチャド領土への「侵略と占領」を検討するための安全保障理事会緊急会合の開催を要請した。
カダフィ側の攻撃準備が整い、6月には決定的な攻撃が始まった。精鋭兵3,000人を擁する暫定国民連合政府（GUNT）軍が、チャド北部におけるハブレ政権側の拠点ファヤ・ラルジョーに攻め入り、6月25日にファヤ・ラルジョーは陥落。暫定国民連合政府（GUNT）軍は、コロ・トロ、ウム・シャルバ（Oum Chalouba）、アベシェと急速に進軍、ンジャメナに向かう主要ルートの支配権を確保した。リビアは、暫定国民連合政府（GUNT）軍に対する兵士募集、訓練、重火器提供といった援助を行うも、正規部隊の投入は数千人に留まり、そのほとんどは砲兵部隊と後方支援部隊であった。これは、「この紛争はチャドの内政問題」としたいカダフィの願望によるものと考えられている。
国際社会、特にフランスとアメリカは、リビアが支援するこの攻撃に、否定的な反応を示した。ファヤ・ラルジョー陥落同日の6月25日に、フランスの外務大臣クロード・シェソンは、リビアのチャドに対する新たな関与について、「フランスは無関心のままではいられない」とリビアに警告し、7月11日にフランス政府は、反政府勢力に対するリビアの直接的な軍事支援を再度非難した。6月27日にはフランスの武器輸送・供与が再開、7月3日にはザイールのハブレ支援部隊第一陣250人が到着、また、同月、アメリカは1000万ドルの軍事・食料援助を発表した。さらに、アフリカ統一機構（OAU）は6月開催の会合でハブレ政権を正式に承認し、全ての他国軍にチャドから退去する様に求めており、カダフィはアフリカ統一機構（OAU）においても外交的後退を喫することとなった。
アメリカ、ザイール、フランスから支援を受けたハブレは、自身の軍隊を急速に再編、チャド国軍（英語: Chadian National Armed Forces）（FANT）と呼ばれる様になった。チャド国軍（FANT）は北へ進軍、暫定国民連合政府（GUNT）軍およびリビア軍とアベジェの南で遭遇、対峙した。ハブレはグクーニ率いる暫定国民連合政府（GUNT）軍を撃破、多方面で反攻を開始し、アベジェ、ビルティン、ファダ、そして7月30日にはファヤ・ラルジョーと矢継ぎ早に奪還、ティベスティ地方およびアオゾウ地帯をおびやかす情勢となった。

### フランスの介入

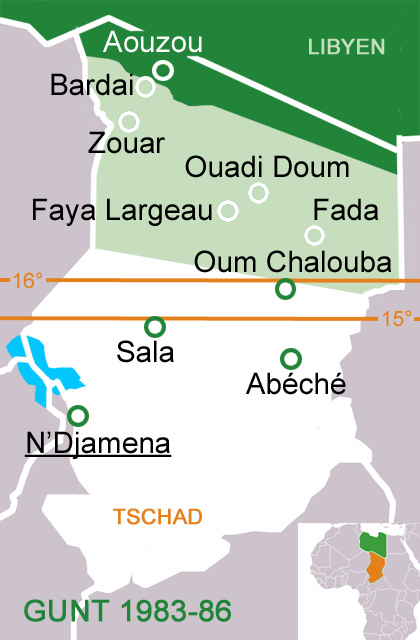
濃緑：リビアが支配するアオゾウ地帯
薄緑：1986/87年までの暫定国民連合政府（GUNT）支配地域
橙色線：北緯15度及び16度の所謂「レッド・ライン」（1983/84年にフランスが指定した支配地域の境界線）

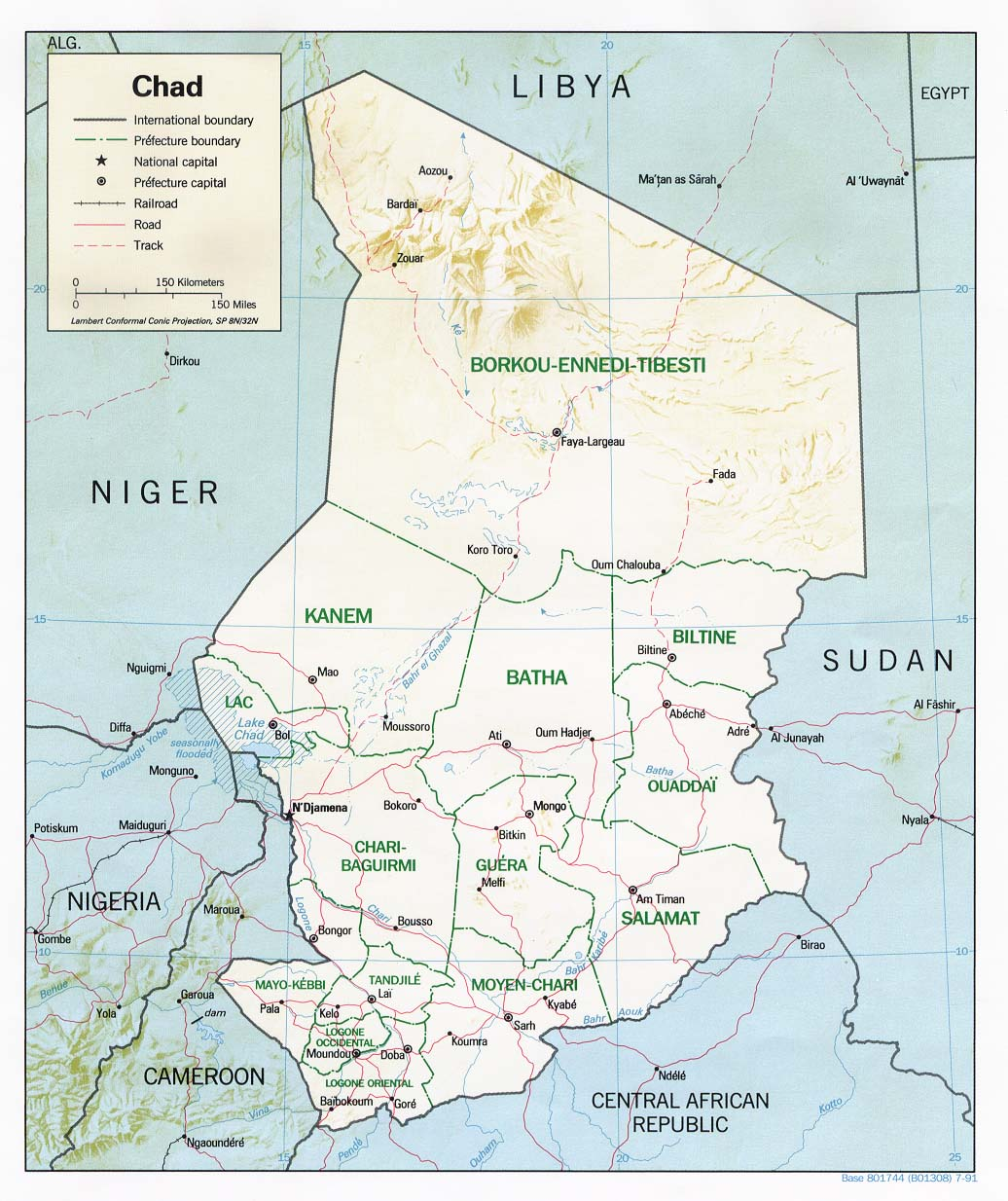
チャドの陰影起伏図（1991年、アメリカ中央情報局作成）

暫定国民連合政府（GUNT）の完全な消滅により自身の名声に計り知れない傷がつくと感じ、また、ハブレが全ての反カダフィ勢力へ支援提供することを恐れたカダフィは、チャドの同盟勢力がリビアの機甲・航空戦力無しには決定的な勝利を確保できなかったため、リビアの軍事介入を指示した。
陥落の翌日より、ファヤ・ラルジョーは、アオゾウ空軍基地からのSu-22・ミラージュF1、セブハ空軍基地からのTu-22爆撃機による持続的な空爆にさらされた。兵員・機甲部隊・火砲類をセブハ・クフラ・アオゾウ飛行場へ一旦空輸、それから紛争地域までは短距離輸送機でと、10日間のうちに、ファヤ・ラルジョーの東西に大規模な地上部隊が編成された。この新規編成されたリビア軍は正規軍中心に兵員11,000人に上り、戦闘機80機が攻撃に参加した。ただし、リビア軍の役割分担は、今次投入兵力3,000 - 4,000人の暫定国民連合政府（GUNT）軍の攻撃を助けるために火力支援を提供したり、時折、戦車による突撃を行う、といった従前からの分担を維持した。
8月10日、暫定国民連合政府（GUNT）・リビア連合軍は、ハブレが約5,000人の兵士とともに立てこもるファヤ・ラルジョーを包囲した。多連装ロケット砲、火砲、戦車砲、絶え間のない空爆といった攻撃を受けていたチャド国軍（FANT）は、暫定国民連合政府（GUNT）軍が突入を開始すると、その防衛線が崩壊、チャド国軍（FANT）700名が取り残された。ハブレは、リビア軍に追撃されることなく、一部の残兵とともに首都へ脱出した。
このリビアの新たな介入はフランスを警戒させることになり、戦術的には失敗であった。8月6日、ハブレはフランスの軍事援助を改めて要請した。フランスは、アメリカおよびアフリカ諸国からの圧力もあり、8月6日、マンタ作戦の一環として、フランス軍をチャドへ再派遣すると発表した。これは、暫定国民連合政府（GUNT）・リビア連合軍の進軍を止めること、もっと言うと、チャド内政へのカダフィの影響力を弱めることを意味していた。3日後、フランス軍数百人を中央アフリカ共和国からンジャメナに取り急ぎ派遣、のちには、SEPECATジャギュア戦闘爆撃機数個中隊、兵員2,700人の投入となった。これは、これまでにフランスがアフリカで編成した海外派遣軍の中では、アルジェリア戦争を除いて最大の規模であった。
フランス政府は、北緯15度線に沿ってマオからアベシェへと延びる境界線（いわゆる「レッド・ライン」）を定め、「レッド・ライン」南側へのリビア軍・暫定国民連合政府（GUNT）軍のいかなる侵入も許容しないと警告した。リビア側、フランス側双方とも、この「レッド・ライン」を挟んで自陣側に留まり、フランスは「ハブレの北側奪還」を支援するつもりはないと示し、一方リビアは越境することでフランスとの戦闘が始まるのを回避した。これは、事実上のチャド分割につながり、リビアは「レッド・ライン」北側の全地域の支配権を維持した。
かかる状況下、小康状態がもたらされ、その間の11月にはアフリカ統一機構（OAU）が後押しして話し合いの場が持たれるが、対立するチャド勢力を和解させることはできなかった。1984年初頭のエチオピア指導者メンギスツ・ハイレ・マリアムの和解あっせんの試みもまた成功しなかった。こののちの1月24日、リビアの重機甲部隊に支援を受けた暫定国民連合政府（GUNT）軍が、Zigueyにあったチャド国軍（FANT）の前哨部隊を攻撃した。この攻撃は、主に、フランスとアフリカ諸国を説得し交渉を再開させるための行動であった。フランスは、この「レッド・ライン」侵害に対し反応し、初となる航空戦力による猛反撃、チャドへの新規部隊の投入、北緯16度線への防衛線の一方的な引き上げ、を行った。

### フランスの撤退
膠着状態を打開するために、4月30日、カダフィは、チャドに展開しているフランス軍・リビア軍の双方の撤退を提案した。フランス大統領フランソワ・ミッテランはこの提案の受け入れを表明、9月17日にはカダフィ、ミッテランの両指導者により「双方の撤退は9月25日に開始し、撤退完了期限は11月10日までとする」と公式に発表された。この合意に関し、ミッテランの外交力の賜物でチャドの危機的状況の解消に向けた決定的な進展であると、当初、メディアは歓迎した。また、この合意は、リビア・チャド問題に関して、アメリカ、チャド政府の双方から独立した外交政策を採るとの、ミッテランの意志を示したものであった。
フランスは撤退期限を尊重した一方、リビアは少なくとも3,000人の駐留兵士をチャド北部にそのまま残し、一部の部隊を撤収させるに留めた。これが露見すると、フランスは困惑し、またフランス、チャド政府間の非難の応酬の原因となった。11月16日、ギリシャ首相アンドレアス・パパンドレウの仲介により、ギリシャクレタ島にて、ミッテランはカダフィと会談を行った。カダフィは「全てのリビア軍の撤退は完了済である」と宣言するが、翌日にはミッテランはそれが真実ではないと認めることとなった。しかしながら、ミッテランはフランス軍のチャド再派遣を命じなかった。
政治学者のサム・ノルチュングによると、「1984年のこのフランス・リビア二国間の会談で折り合ったことで、カダフィはチャドの泥沼からの出口を見つける絶好の機会を得、同時に国際的な名声を高め、加えて、リビア代理人を含む和平協定への合意をハブレに強いる機会となった可能性がある。」とされる。しかし実際にはそうではなくて、カダフィは「フランスの撤退を、リビア軍のチャド駐留とリビアによるBET県全体の『事実上の』併合をフランスは許容する意向」と誤って受け取り、これはチャドの全ての諸勢力・アフリカ統一機構（OAU）・国際連合に確実に反対される行動であった。カダフィのこのしくじりは、暫定国民連合政府（GUNT）の造反と1986年の新たなフランス軍派遣に繋がり、ついにはカダフィに敗北をもたらすこととなった。

### フランスの再介入
大きな戦闘が発生しなかった1984年から1986年の間には、アメリカからの強固な支援と、1984年フランス・リビア合意のリビアの遵守違反のおかげで、ハブレの立場は大いに強化された。また、1984年より暫定国民連合政府（GUNT）を悩まし始めた、グクーニとアシェイク・イブン・ウマルによる主導権争いなどの勢力間のいさかいの増加も、決定的であった。
この時期、カダフィは新しい道路やワジ・ドーム（Ouadi Doum）に大規模な新空軍基地を建設するなどチャド北部での支配を拡大強化した。これはアオゾウ地帯の先にあるチャド北部での航空作戦、地上作戦をやり易くすることを目的としていた。また、1985年には大規模な増派も行い、チャド駐留リビア軍は兵員7,000人、戦車300両、戦闘機60機の規模へと増強された。この増派が行われる一方、暫定国民連合政府（GUNT）の大部分は、ハブレ政権が和解政策を採っていたこともあり、ハブレ政権側に移った。
リビアのチャド駐留の正当性は暫定国民連合政府（GUNT）より付与されたという建前上、この「脱走」にカダフィは驚いた。「脱走」を止めさせ暫定国民連合政府（GUNT）を再集結させるために、ンジャメナ奪取を目標に「レッド・ライン」上で大規模な攻撃が始まった。攻撃は1986年2月10日に始まり、リビア軍5,000人・暫定国民連合政府（GUNT）軍5,000人が参加、クバ・オランガ、カライ、ウム・シャルバ（Oum Chalouba）のチャド国軍（FANT）前哨基地に攻撃が集中した。2月13日、フランスから新たに供与された装備を手にチャド国軍（FANT）が反撃、リビア側は撤退と部隊再編を余儀なくされ、一連の攻撃はカダフィの大敗北で終結することとなった。
最も重要なのは、この攻撃に対するフランスの反応であった。カダフィはおそらく、きたる1986年フランス議会総選挙のために、ミッテランはハブレ救援のために危険で費用のかかる新たな部隊派遣を行うことは気が進まないだろう、と考えていた。一方で、リビアによる侵略に対して弱腰の姿勢を示すことは、フランス大統領にとって政治的に負えないリスクだったので、このカダフィの考察は間違っていたことが示された。結果として、2月14日、オペレーション・エペルヴィエ（英語: Operation Épervier）が開始され、兵員1,200人、SEPECATジャギュア攻撃機数個中隊からなるフランス軍部隊がチャドに派遣された。2月16日、カダフィに明確なメッセージを送るために、フランス空軍はワジ・ドーム空爆を行った。リビアはその翌日に報復、リビア軍のTu-22爆撃機がンジャメナ国際空港を爆撃したが、被害は軽微であった。

### ティベスティ戦争
2月から3月にかけてのこの敗北は、暫定国民連合政府（GUNT）の崩壊を加速させた。3月にコンゴ人民共和国で開催されたアフリカ統一機構（OAU）主催の新会議にグクーニは出席せず、リビアの手によるものと疑われた。この疑惑は、暫定国民連合政府（GUNT）副代表カモゲの離脱を引き起こし、その後、第一軍（the First Army）、元チャド民族解放戦線（FROLINAT）の各勢力の離脱が漸次続いた。8月には革命民主評議会（CDR）が暫定国民連合政府（GUNT）を離脱し、ファダの町を奪取した。10月になるとグクーニ率いる人民軍（FAP）がファダ奪還を試みるが、リビアの駐留軍が人民軍（FAP）を攻撃、この激戦により暫定国民連合政府（GUNT）は事実上の終焉を迎えることとなった。同月、リビア軍はグクーニを逮捕、人民軍（FAP）はリビアに反攻しティベスティ地方から完全に追い払い、10月24日にはハブレ陣営に移ることとなった。
補給路の再構築、バルダイ、ズアール、Wour奪還のために、リビアは、リビア空軍による手厚い航空支援のもと、兵員2000人・T-62戦車からなる機動部隊をティベスティ地方に派遣した。ナパーム弾を使用したこともあり、暫定国民連合政府（GUNT）軍を主要拠点より撤退させるなど、リビア軍の攻撃は成功裏に始まった。しかし、ハブレは暫定国民連合政府（GUNT）軍と連携するためにチャド国軍（FANT）2,000人を派遣するといった迅速な反応を示すことになり、この攻撃は最終的にはリビアの期待に反するものになった。また、ミッテランも厳しい反応を示し、パラシュート投下を介しての暫定国民連合政府（GUNT）軍への燃料・食料・弾薬・対戦車ミサイル支援、また軍人に潜入させるといった任務も命じた。フランスはこの軍事活動を通じて、もはや「レッド・ライン以南」を遵守しなければならないとは考えておらず、必要が有ればいつでも行動する用意がある、ということを明らかにした。
軍事的には、ティベスティ地方からリビアを追い出すという試みは一部成功に留まったが（リビアは、北東部での連敗によって地域の維持が出来なくなり、3月にこの地域から完全に撤退した）、この一連の戦闘は、内戦であったものを他国侵略者に対する国家全体としての戦争へと変容させ、国家としての一体感がチャドではかつてないほどの盛り上がりを見せることとなり、チャド国軍（FANT）にとって大きな戦略的突破口となった。

### トヨタ戦争
戦争の最後の年となった1987年の年頭、チャド駐留リビア軍は兵士8,000人、戦車300両を維持し、いまだ威容を誇っていた。しかしながら、偵察任務や突撃歩兵といった従来より味方チャド勢力から提供されていた重要な支援を失っていた。その支援がないと、駐留リビア軍はチャドの砂漠に孤立する無防備な島の様であった。一方、チャド国軍（FANT）は大幅に強化され、士気の高い兵士10,000人を擁し、ミラン対戦車ミサイルを装備し高速移動できる砂漠仕様のトヨタ製ピックアップトラックが配備されていた。この紛争の最終局面は、このトラックから「トヨタ戦争」と名付けられた。
1987年1月2日、ハブレは、防御の堅いリビア側のファダ通信基地への攻撃（ファダの戦い）を成功させ、チャド北部の支配権奪還に向けた活動を開始した。チャドの司令官ハサン・ジャモスは、陣地を素早く挟み込み、包囲し、四方から急襲、撃破するといったリビア軍に対する一連の攻撃を指揮した。ジャモスはこの手法を3月のビルコラの戦い、ワジ・ドーム（Ouadi Doum）の戦いでも繰り返し使用、リビア軍は壊滅的な損害を受け、チャド北部からの撤退を余儀なくされた。
次にリビアが支配するアオゾウ地帯が危うくなり、8月にはアオゾウ地帯はチャド国軍（FANT）の手に落ちたが、リビアの反撃は圧倒的で、またフランス軍が航空支援を拒否したこともあり、チャド国軍（FANT）は撃退されるに至った。ハブレはこの敗北に対し、チャド・リビア紛争初となるリビア領内への攻撃を行うことで即応、9月5日にはマアタン・アッ・サッラにあるリビアの主要空軍基地を急襲し完全な勝利を収めた（マアタン・アッ・サッラの戦い）。この攻撃は、アオゾウ地帯への新たな攻撃の前に、リビアの航空戦力の脅威を取り除いておくといった計画の一環であった。
マアタン・アッ・サッラの戦いにおいて、チャド側としてフランスが介入し、アメリカがチャド国軍（FANT）に衛星情報などからなる地理空間情報インテリジェンス（GEOINT）を提供したことから、カダフィは、リビアの敗北はフランスとアメリカによる「いわれのないリビア侵略」である、と非難した。
マアタン・アッ・サッラの戦いの大勝利を受けて、フランスはこの戦いがリビア本土への総攻撃の第一歩となることを恐れており、また本土総攻撃をフランスは許容しないと見込まれていたことから、予期されていたアオゾウ地帯への攻撃は行われなかった。一方、カダフィは国内外からの圧力にさらされ、軟化の兆しを見せており、9月11日のアフリカ統一機構（OAU）仲介による停戦につながった。

## 停戦後の状況
停戦違反は多かったが、各々の事案は比較的軽微なものであった。チャド、リビアの両政府は、広く予期されていた紛争の再開に備え、国際世論を味方につけるために、複雑に入り組んだ外交工作を直ちに開始した。しかしながら、双方とも、平和的解決の余地を残しておく様にも気を配っていた。フランスとアフリカ諸国のほとんどは平和的解決を支持・推進する一方で、アメリカのレーガン政権は紛争再開をカダフィ失脚に向けた最大のチャンスと考えていた。
カダフィがチャド政府との関係正常化を図りたいと示唆し、この戦争は誤りであったと認めるまでに至り、両国間の関係は着実に改善していた。1988年5月、リビアの指導者は「アフリカへの贈り物として」、ハブレをチャドの合法的な大統領であると承認する、と宣言し、これが10月3日の両国間の外交関係の全面的な再開につながった。翌1989年の8月31日、チャドとリビアの代表がアルジェで会談し、「領土紛争の平和的解決に関する枠組み合意」の交渉を行い、これによりカダフィは、アオゾウ地帯についてハブレと話し合うこと、二国間の交渉が不調に終わればこの問題を国際司法裁判所（ICJ）に提起し拘束力のある裁定を仰ぐこと、に合意した。1年間交渉を行うが合意に至らず、1990年9月、両国はこの問題を国際司法裁判所（ICJ）に提起した。
1990年12月、リビアが支援するイドリス・デビがハブレを追い落とし権力を握ると、チャドとリビアの関係はさらに改善された。リビアはデビ新政権を世界で最初に承認し、また種々のレベルでの友好・協力条約も締結した。しかしながら、アオゾウ地帯については、デビはハブレ前政権の方針を引き継ぎ、必要があればリビアに渡さないよう戦うと宣言した。
国際司法裁判所（ICJ）に提起されていたアオゾウ地帯に関する紛争は、1994年2月3日に判事評決16対1の過半数で「アオゾウ地帯はチャドに属する」との判決が確定、終結した。この判決は遅滞なく履行され、両当事者は早くも4月4日に判決履行のための実務的な方法に関する合意文書に署名した。国際監視団が監視する中、アオゾウ地帯からのリビア軍の撤退は4月15日に始まり、5月10日までに完了した。5月30日、両国はリビアの撤退が完了した旨の共同宣言に署名し、アオゾウ地帯がリビアからチャドへ正式かつ最終的に引き渡された。

## 略年表
| 年月                       | 内容 |
| -------------------------- | --- |
| 1973年                     | リビアのアオゾウ地帯実効支配が始まる。チャドは静観。1972年にチャド大統領フランソワ・トンバルバイとリビア指導者ムアンマル・アル＝カダフィの間で「割譲」の密約があったとされる。 |
| 1977年ごろ                 | 当時のチャドの勢力情勢は、チャド指導者フェリックス・マルーム（およびチャド政府軍FAT）と反リビアのイッセン・ハブレ（および北部軍FAN）が同盟、親リビアのグクーニ・ウェディ（および人民軍FAP）をリビアが支援という構図。                                                                                    |
| 1978年1 - 2月              | グクーニの人民軍（FAP）とリビア軍がチャド政府軍（FAT）を攻撃、チャド北部のボルク・エネディ・ティベスティ県（BET県）の支配権を確立。 |
| 1978年2 - 6月              | 2月にフランスが派兵、介入。グクーニが率い再集結されたチャド民族解放戦線（FROLINAT）軍の首都ンジャメナへの進軍を、チャド政府軍（FAT）とフランス軍が撃退する。 |
| 1978年8月                  | マルーム大統領、ハレブ首相とする国民統一政府発足。このころ、チャド民族解放戦線（FROLINAT）で内部対立が激化し、またカダフィとグクーニが決別。 |
| 1979年2月                  | ンジャメナの戦い。ハブレ首相の北部軍（FAN）（グクーニの人民軍（FAP）が支援）と、マルーム大統領のチャド政府軍（FAT）が戦い、ハブレ側が勝利。チャド政府軍（FAT）はチャド南部に敗走（のちにワデル・アブデルカデル・カモゲがFAT軍として再編）。                                                              |
| 1979年6月                  | リビア軍がチャド侵攻。フランスの介入もあり、リビア軍は敗退。 |
| 1979年8 - 11月             | 8月に「ラゴス協定」締結。「全政治勢力参加の暫定国民連合政府（GUNT）結成」、「フランス軍引き揚げ」、「アフリカ諸国による平和維持軍派遣」といった内容。11月に、グクーニ大統領、カモゲ副大統領、ハブレ国防相、アーマット・アシル外相らによる新しい暫定国民連合政府（GUNT）が発足。                          |
| 1980年3月                  | 第2次ンジャメナの戦い。グクーニ大統領の人民軍（FAP）（カモゲ副大統領のFAT軍（元チャド政府軍）とアシル外相の革命民主評議会（CDR）が支援）と、ハブレ国防相の北部軍（FAN）が戦う構図。 |
| 1980年6月                  | グクーニ大統領はリビアとの友好条約を締結。「リビアのチャド国内での自由活動」、「リビア軍駐留」、「相互防衛」といった内容。 |
| 1980年12月                 | グクーニ配下軍とリビア軍が首都ンジャメナ掌握。ハブレ及び北部軍（FAN）はスーダンへ亡命。 |
| 1981年                     | 1月にカダフィ、グクーニによる「リビア・チャド合併」に関する共同声明を発表するも、その後、関係が悪化。 |
| 1981年11月                 | グクーニからの要請にカダフィが応じ、リビア軍がチャドからアオゾウ地帯へ撤収。アフリカ統一機構（OAU）インター・アフリカ軍（IAF）が漸次派遣される。 |
| 1981年11月 - 1982年6月     | ハブレの北部軍（FAN）が首都ンジャメナに向け進軍。グクーニから和解要請を拒否されたインター・アフリカ軍（IAF）は最終的に静観（リビアも静観）。ハブレの北部軍（FAN）が勝利し、ティベスティ地方を除くチャド全土を掌握。グクーニは国外へ逃亡。                                                                |
| 1982年10月                 | 暫定国民連合政府（GUNT）軍を再集結したグクーニが、ティベスティ地方のバルダイにて国民平和政府（National Peace Government）を創設。 |
| 1982年12月 - 1983年8月ごろ | ハブレ政権側と、グクーニの暫定国民連合政府（GUNT）軍が交戦。ハブレ政権側をアフリカ統一機構（OAU）・アメリカ・ザイール・フランスが支持・支援（フランスは軍事介入）、グクーニ側をリビアが支援（軍事介入）との構図。                                                                                        |
| 1983年8月                  | フランスが北緯15度線を「レッド・ライン」と定め、北側を暫定国民連合政府（GUNT）軍（およびリビア）、南側をハブレ政権（およびフランス）が支配する体制となった。（その後1984年1月に北緯16度線に「レッド・ライン」を引き揚げ。）                                                                              |
| 1984年4 - 11月             | カダフィとフランス大統領フランソワ・ミッテランとで「リビア軍・フランス軍双方の撤退」を公式に合意、発表。フランス軍は撤退を完了させるも、リビア軍は一部撤退に留まり、チャド北部（「レッド・ライン」北側）の支配力を維持。その後、1986年初頭までは小康状態で、リビア軍はチャド北部の支配力を強化していた。 |
| 1986年2月                  | 交戦再発。チャド国軍（FANT）及び再派兵フランス軍が勝利。 |
| 1986年3 - 10月             | 暫定国民連合政府（GUNT）から各勢力が漸次離脱。暫定国民連合政府（GUNT）のグクーニ率いる人民軍（FAP）と、駐留リビア軍との交戦も発生し、これにより暫定国民連合政府（GUNT）は事実上終焉。暫定国民連合政府（GUNT）の各勢力は、ハブレ政権側に合流。                                                            |
| 1987年1 - 3月              | ファダの戦い、ビルコラの戦い、ワジ・ドーム（Ouadi Doum）の戦いなどを通じ、リビア軍はチャド北部より撤退。 |
| 1987年8 - 9月              | チャド国軍（FANT）とリビア軍の間で、アオゾウ地帯をめぐり攻防。リビア領内への攻撃（マアタン・アッ・サッラの戦い）も行われた。 |
| 1987年9月                  | アフリカ統一機構（OAU）仲介により停戦。 |
| 1994年2月                  | 国際司法裁判所（ICJ）にて「アオゾウ地帯はチャドに帰属」との判決が確定（リビア・チャド領土紛争事件）。 |
| 1994年5月                  | アオゾウ地帯からのリビア軍撤退が完了し、共同宣言に署名。アオゾウ地帯のリビアからチャドへの正式かつ最終的な引き渡しが完了。 |

## 主要勢力合従連衡の変遷
| 政府側                                             | 反政府側 |
| -------------------------------------------------- | --- |
| - チャド政府軍（FAT。 フェリックス・マルーム将軍） | - 北部軍（FAN。イッセン・ハブレ） - 人民軍（FAP。グクーニ・ウェディ） - 火山軍（アーマット・アシル） - チャド民族解放戦線（FROLINAT）諸勢力 |
| - フランス（支援）                                 | - リビア（支援） |

| 政府側：勝利                                                                         | 反政府側：敗北 |
| ------------------------------------------------------------------------------------ | --- |
| - チャド政府軍（FAT。 フェリックス・マルーム将軍） - 北部軍（FAN。イッセン・ハブレ） | - チャド民族解放戦線（FROLINAT。グクーニ・ウェディ） - 人民軍（FAP。グクーニ・ウェディ） - 火山軍（アーマット・アシル） - ほか、参加の諸勢力 |
| - フランス（軍事介入）                                                               | - リビア（軍事介入） |

| 大統領側：敗北                                      | 首相側：勝利                                                              | 静観                                        |
| --------------------------------------------------- | ------------------------------------------------------------------------- | ------------------------------------------- |
| - チャド政府軍（FAT。フェリックス・マルーム大統領） | - 北部軍（FAN。イッセン・ハブレ首相） - 人民軍（FAP。グクーニ・ウェディ） | - 革命民主評議会（CDR。アーマット・アシル） |
|                                                     |                                                                           | - フランス - リビア                         |

| 政府側：勝利 | 反政府側：敗北 |
| --- | --- |
| - 暫定国民連合政府（GUNT。ロル・モハメド・シャワ大統領） - FAT軍（元チャド国軍。ネグ・ジョゴ副大統領） - 人民軍（FAP。グクーニ・ウェディ内相） - 北部軍（FAN。イッセン・ハブレ国防相） - ほか、一部の親リビア派を除く諸勢力 | - 暫定共同行動戦線（the Front for Joint Provisional Action、FACP） - 革命民主評議会（CDR。アーマット・アシル） - ほか、一部の親リビア派勢力 |
| - フランス（軍事介入） | - リビア（軍事介入） |

| 政府側：全勢力集結 |
| --- |
| - 暫定国民連合政府（GUNT。グクーニ・ウェディ大統領） - 人民軍（FAP。グクーニ・ウェディ大統領） - FAT軍（元チャド国軍。ワデル・アブデルカデル・カモゲ副大統領） - 北部軍（FAN。イッセン・ハブレ国防相） - 革命民主評議会（CDR。アーマット・アシル外相） - ほか、チャド国内の全勢力が参加 |

| 政府側：勝利 | 国防相側：敗北                                           | 中立                  |
| --- | -------------------------------------------------------- | --------------------- |
| - 暫定国民連合政府（GUNT。グクーニ・ウェディ大統領） - 人民軍（FAP。グクーニ・ウェディ大統領） - FAT軍（元チャド国軍。ワデル・アブデルカデル・カモゲ副大統領） - 革命民主評議会（CDR。アーマット・アシル外相） - ほか、GUNT参加の諸勢力 | - 北部軍（FAN。イッセン・ハブレ国防相）                  |                       |
| - リビア（軍事介入） | - スーダン（支援） - エジプト（支援） - アメリカ（支援） | - フランス - ザイール |

| 政府側：敗北 | 反政府側：勝利                        | 中立・静観                                                    |
| --- | ------------------------------------- | ------------------------------------------------------------- |
| - 暫定国民連合政府（GUNT。グクーニ・ウェディ大統領） - 人民軍（FAP。グクーニ・ウェディ大統領） - FAT軍（元チャド国軍。ワデル・アブデルカデル・カモゲ副大統領） - 革命民主評議会（CDR。アーマット・アシル外相） - ほか、GUNT参加の諸勢力 | - 北部軍（FAN。イッセン・ハブレ）     |                                                               |
| | - アメリカ（支援） - フランス（支援） | - アフリカ統一機構（OAU）インター・アフリカ軍（IAF） - リビア |

| ハブレ政権側：中南部支配                                                                                     | グクーニ政府側：北部支配 |
| --- | --- |
| - チャド国軍（FANT。イッセン・ハブレ大統領）                                                                 | - 暫定国民連合政府（GUNT。グクーニ・ウェディ） - 人民軍（FAP。グクーニ・ウェディ） - 国民解放軍（Armée Nationale de Libération、ANL。ネグ・ジョゴ） - 革命民主評議会（CDR。アシェイク・イブン・ウマル） - ほか、暫定国民連合政府に参加の諸勢力 |
| - フランス（軍事介入） - ザイール（支援） - アメリカ（支援） - アフリカ統一機構（OAU。ハブレ政権を正式承認） | - リビア（軍事介入） |

| チャド側：勝利 | 親リビア側：敗北                                    |
| --- | --------------------------------------------------- |
| - チャド国軍（FANT。イッセン・ハブレ大統領） - 元・暫定国民連合政府（GUNT） - 人民軍（FAP） - ほか、暫定国民連合政府に参加していた諸勢力 | - 革命民主評議会（CDR。アシェイク・イブン・ウマル） |
| - フランス（軍事介入） - アメリカ（支援）                                                                                                | - リビア（軍事介入）                                |